# イーライ・ペリー

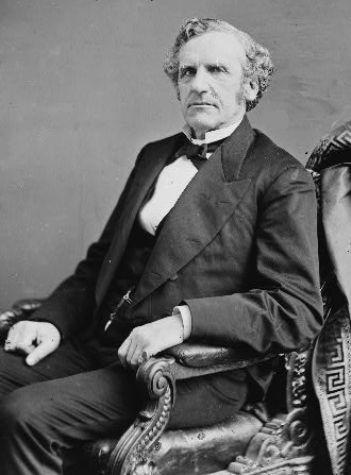

Eli Perry (1799年12月25日 – 1881年5月17日)はニューヨーク州選出のアメリカ合衆国下院議員。
ワシントン郡 (ニューヨーク州)ケンブリッジで生まれ、共学の学校に通った。
オールバニ (ニューヨーク州)で1827年から1852年まで働いた。
また、2年間オールバニの市会議員を務めた。
1851のNew York State Assembly (Albany Co., 4th D.)メンバーであった。
1851年から1854年、1856年から1860年、1862年から1866年までオールバニ市長を務めた。
民主党から出馬し42nd、43rd United States Congressで下院議員に選出され、1871年3月4日から1875年3月3日まで事務所を保持した。
1881年5月17日、オールバニ (ニューヨーク州)で死亡し、Albany Rural Cemeteryに埋葬された。 

## 情報源
- United States Congress. "イーライ・ペリー (id: P000242)". Biographical Directory of the United States Congress (英語).